# カール・メグデフラウ
カール・メグデフラウ（Karl Mägdefrau、1907年2月8日 - 1999年2月1日）は、ドイツの植物学者。

## 略歴
イエナ郊外のZiegenhainで生まれた。ミュンヘン大学で生物学を学んだ後、ハレ大学やエルランゲン大学で研究を続けた。第二次世界大戦で軍務に付き、捕虜生活の後、1948年にミュンヘン大学の講師となり、1951年に准教授、1958年に教授となった。1960年からテュービンゲン大学の分類学と菌類学の教授になり、テュービンゲン大学植物園の充実に貢献し、1972年に植物園長になった。
植物生態学、分類学の分野で働き、古植物学の分野も研究した。古植物学の著書には"Vegetationsbilder aus der Vorzeit "  や"Paläobiologie der Pflanzen " などがある。コケ類の生態学の分野でも知られ、ドイツ国外の熱帯地域や南米の植物の調査も行った。
植物学史の著作でも知られる。

## 著作
- Geschichte der Botanik. Gustav Fischer Verlag, Stuttgart 1973, ISBN 3-437-20489-0.
- Paläobiologie der Pflanzen. G. Fischer, Stuttgart 1968.
- Alpenblumen. Schwarz, Bayreuth 1963.
- Die Gattungen Voltzia und Glyptolepis im Mittleren Keuper von Haßfurt (Main). In: Geol. Bl. NO-Bayern, 13, Erlangen 1963, S. 95-98
- Vegetationsbilder der Vorzeit. G. Fischer, Jena 1959.
- Geologischer Führer durch die Trias um Jena. G. Fischer, Jena 1959.
- Zur Flora des Mittleren Keupers von Haßfurt (Main). In: Geol. Bl. NO-Bayern, 6, Erlangen 1956, S. 84-90
- Neue Funde fossiler Coniferen im Mittleren Keuper von Haßfurt (Main). In: Geol. Bl. NO-Bayern, 3, Erlangen 1953, S. 49-58